# Biel Ribas
Gabriel Ribas Ródenas (Palma de Mallorca, Islas Baleares, España, 2 de diciembre de 1985), conocido como Biel Ribas, es un futbolista español. Su demarcación es la de portero y juega en las filas del C. F. Talavera de la Segunda Federación.

## Trayectoria
Se formó en las categorías inferiores del R. C. D. Espanyol de Barcelona. Debutó en Primera División con el R. C. D. Espanyol en un partido ante el R. C. Deportivo de La Coruña en Riazor. 
El verano de 2007 fichó por el Lorca Deportiva, recién descendido de Segunda División, y ante la falta de oportunidades en el mercado de invierno se marchó a la U. D. Salamanca, cuyo presidente Juan José Pascual pagó su cláusula, de 50 000 €, siendo el segundo fichaje más caro del equipo ese año. 
Después de permanecer sin equipo los primeros meses de la temporada 2011-12, fichó por el Club Deportivo Atlético Baleares. En la temporada 2012-13 fichó por el Club Deportivo Numancia de Soria, donde militó hasta el mercado de invierno de la temporada 2015-16.
En enero de 2016, con 30 años de edad, y tras pactar su marcha de Soria, llegó al UCAM Murcia Club de Fútbol, un proyecto ambicioso y que exigía el ascenso a Segunda y en el que recuperó la continuidad que había perdido en el conjunto castellano.
El 4 de julio de 2017, tras informaciones que lo situaban cerca del F. C. Cartagena, el Real Murcia anunció su fichaje para dos temporadas, en una nueva campaña en la que el conjunto grana aspiraba a lograr el ascenso al fútbol profesional.
El 19 de julio de 2018 el C. F. Fuenlabrada anunció su fichaje por una temporada. El 3 de abril de 2020 se hizo oficial su desvinculación de forma inmediata tras no aceptar alargar su contrato más allá del 30 de junio.
El 22 de julio de 2020 regresó al UCAM Murcia, poniendo fin a su segunda etapa en el club el 13 de abril de 2022 por motivos personales. Entonces estuvo varios meses sin equipo, hasta que el 21 de septiembre firmó por el C. F. Talavera.

## Selección nacional
Ha participado asiduamente con las selecciones inferiores de la selección española, llegando a ganar el Europeo sub-19 2004 donde fue titular.

## Clubes
| Club                    | País   | Año       |
| ----------------------- | ------ | --------- |
| R. C. D. Espanyol "B"   | España | 2003-2004 |
| R. C. D. Espanyol       | España | 2004-2007 |
| Lorca Deportiva C. F.   | España | 2007      |
| U. D. Salamanca         | España | 2008-2011 |
| C. D. Atlético Baleares | España | 2011-2012 |
| C. D. Numancia          | España | 2012-2016 |
| UCAM Murcia C. F.       | España | 2016-2017 |
| Real Murcia C. F.       | España | 2017-2018 |
| C. F. Fuenlabrada       | España | 2018-2020 |
| UCAM Murcia C. F.       | España | 2020-2022 |
| C. F. Talavera          | España | 2022-act. |

## Palmarés

### Títulos nacionales
| Título                       | Club              | País   | Año  |
| ---------------------------- | ----------------- | ------ | ---- |
| Segunda División B de España | UCAM Murcia C. F. | España | 2016 |

### Títulos internacionales
| Título          | Club (*)      | País  | Año  |
| --------------- | ------------- | ----- | ---- |
| Eurocopa sub-19 | España sub-19 | Suiza | 2004 |

(*) Incluyendo la selección.